# 허먼 데일리
허먼 데일리(Herman Daly, 본명: 허먼 에드워드 데일리, Herman Edward Daly, 1938년 7월 21일 – 2022년 10월 28일)는 미국의 생태 및 지공주의 경제학자이자 미국 칼리지 파크에 있는 메릴랜드 대학교 공공 정책 학교의 교수였으며, 수석 경제학자로 활동한 것으로 가장 잘 알려져 있다. 1988년부터 1994년까지 세계은행에서 근무했다. 1996년에는 "윤리, 삶의 질, 환경 및 공동체의 핵심 요소를 통합하는 생태경제학의 길을 정의"한 공로로 라이트 라이블리후드 어워드를 수상했다.

## 같이 보기
- 생태경제학
- 찬미받으소서